# David Bernard Thompson
David Bernard Thompson (ur. 29 maja 1923 w Filadelfii, zm. 24 listopada 2013) – amerykański duchowny rzymskokatolicki, w latach 1990-1999 biskup diecezjalny Charleston.

## Życiorys
Święcenia kapłańskie przyjął 27 maja 1950 w archidiecezji Filadelfii. 22 kwietnia 1989 papież Jan Paweł II mianował go biskupem koadiutorem Charleston. Sakry udzielił mu 24 maja 1989 abp Pio Laghi, ówczesny pronuncjusz apostolski w USA. 22 lutego 1990 nastąpiła jego sukcesja na urząd biskupa diecezjalnego Charleston. Opuścił to stanowisko 12 lipca 1999, ponad rok po osiągnięciu biskupiego wieku emerytalnego, wynoszącego 75 lat.